# Campionato inglese femminile di calcio
Il campionato inglese femminile di calcio è gestito dalla Federazione calcistica dell'Inghilterra (Football Association - FA), con la WSL (Football Association Women's Super League) posta come primo livello. Nelle sue prime tre edizioni, dal 2011 al 2013, la WSL prevedeva un campionato a invito con nessun sistema di promozione o retrocessione, sistema simile a quello adottato nella Super League inglese di rugby. In seguito la WSL venne sostituita dalla FA Women's Premier League come livello di vertice del campionato. Le squadre che sono state iscritte competono anche per la Continental Cup.
La Premier League è suddivisa in due livelli: il primo è il precedente massimo livello, la FA Women's Premier League National Division, con retrocessione in due leghe poste al medesimo livello sotto di questa: la FA Women's Premier League Northern Division e la FA Women's Premier League Southern Division. Le squadre iscritte in questi tre livelli competono per la Premier League Cup.
Al livello inferiore della Premier League si trovano le quattro Combination Leagues, legate ai sistema di divisione territoriale nazionale, South West Combination (Sud Ovest), South East Combination (Sud Est), Midland Combination (Midlands Occidentali e Orientali) e Northern Combination (Nord Est e Nord Ovest). Sotto questi vi sono otto campionati regionali (regional leagues) e di seguito i campionati provinciali (county leagues).
Come nella struttura del calcio maschile, alcune squadre gallesi competono nella struttura piramidale inglese. Le squadre più titolate sono il Cardiff City e lo scomparso Barry Town, che entrambi giocarono in Women's Premiership.
Con l'introduzione del WSL negli ultimi anni i primi quattro livello sono così strutturati:
| Livello | fino al 2009-10 | 2011 istituzione della WSL | 2014 istituzione del WSL 2 abolizione del WPL National Division (2013-14) Combination ricostituite nel WPL (2014-15) |
| ------- | --------------- | -------------------------- | --- |
| 1       | WPL National    | WSL                        | WSL 1 |
| 2       | WPL North&South | WPL National               | WSL 2 |
| 3       | Combination     | WPL N&S                    | WPL N&S |
| 4       | Regional        | Combination                | WPL Division 1 |
| 5       | Regional Div. 1 | Regional                   | Regional |

## Struttura
Per la stagione 2014-2015 le Combination Leagues (vecchio livello 4) sono state inserite nella nuova struttura della FA Women's Premier League.
| Livello | League / Division | League / Division | League / Division | League / Division | League / Division | League / Division | League / Division | League / Division |
| ------- | --- | --- | --- | --- | --- | --- | --- | --- |
| 1       | FA Women's Super League (12 squadre) | FA Women's Super League (12 squadre) | FA Women's Super League (12 squadre) | FA Women's Super League (12 squadre) | FA Women's Super League (12 squadre) | FA Women's Super League (12 squadre) | FA Women's Super League (12 squadre) | FA Women's Super League (12 squadre) |
| 2       | FA Women's Championship (10 squadre) | FA Women's Championship (10 squadre) | FA Women's Championship (10 squadre) | FA Women's Championship (10 squadre) | FA Women's Championship (10 squadre) | FA Women's Championship (10 squadre) | FA Women's Championship (10 squadre) | FA Women's Championship (10 squadre) |
| 3       | FA Women's National League Northern Division (WPL) (12 squadre) | FA Women's National League Northern Division (WPL) (12 squadre) | FA Women's National League Northern Division (WPL) (12 squadre) | FA Women's National League Northern Division (WPL) (12 squadre) | FA Women's National League Southern Division (12 squadre) | FA Women's National League Southern Division (12 squadre) | FA Women's National League Southern Division (12 squadre) | FA Women's National League Southern Division (12 squadre) |
| 4       | Women's Division One North (12 squadre) | Women's Division One North (12 squadre) | Women's Division One Midlands (12 squadre) | Women's Division One Midlands (12 squadre) | Women's Division One South West (12 squadre) | Women's Division One South West (12 squadre) | Women's Division One South East (12 squadre) | Women's Division One South East (12 squadre) |
| 5       | North West Women's Regional Football League Premier Div | North East Regional Women's Football League Premier Div | West Midlands Regional Women's Football League Premier Div | East Midlands Regional Women's Football League Premier Div | Southern Region Women's Football League Premier Division | South West Regional Women's Football League Premier Div | Eastern Region Women's Football League Premier Division | London and South East Women's Regional Football League Premier Div |
| 6       | Feeding to North West Women's Regional Football League Premier Division: North West Women's Regional Football League League Div 1 (North) North West Women's Regional Football League League Div 1 (South) Feeding to North East Regional Women's Football League Premier Division: North East Regional Women's Football League Div 1 (North) North East Regional Women's Football League Div 1 (South) Feeding to West Midlands Regional Women's Football League Premier Division: West Midlands Regional Women's Football League Div 1 (North) West Midlands Regional Women's Football League Div 1 (South) Feeding to East Midlands Regional Women's Football League Premier Division: East Midlands Regional Women's Football League Div 1 (North) East Midlands Regional Women's Football League Div 1 (South) | Feeding to North West Women's Regional Football League Premier Division: North West Women's Regional Football League League Div 1 (North) North West Women's Regional Football League League Div 1 (South) Feeding to North East Regional Women's Football League Premier Division: North East Regional Women's Football League Div 1 (North) North East Regional Women's Football League Div 1 (South) Feeding to West Midlands Regional Women's Football League Premier Division: West Midlands Regional Women's Football League Div 1 (North) West Midlands Regional Women's Football League Div 1 (South) Feeding to East Midlands Regional Women's Football League Premier Division: East Midlands Regional Women's Football League Div 1 (North) East Midlands Regional Women's Football League Div 1 (South) | Feeding to North West Women's Regional Football League Premier Division: North West Women's Regional Football League League Div 1 (North) North West Women's Regional Football League League Div 1 (South) Feeding to North East Regional Women's Football League Premier Division: North East Regional Women's Football League Div 1 (North) North East Regional Women's Football League Div 1 (South) Feeding to West Midlands Regional Women's Football League Premier Division: West Midlands Regional Women's Football League Div 1 (North) West Midlands Regional Women's Football League Div 1 (South) Feeding to East Midlands Regional Women's Football League Premier Division: East Midlands Regional Women's Football League Div 1 (North) East Midlands Regional Women's Football League Div 1 (South) | Feeding to North West Women's Regional Football League Premier Division: North West Women's Regional Football League League Div 1 (North) North West Women's Regional Football League League Div 1 (South) Feeding to North East Regional Women's Football League Premier Division: North East Regional Women's Football League Div 1 (North) North East Regional Women's Football League Div 1 (South) Feeding to West Midlands Regional Women's Football League Premier Division: West Midlands Regional Women's Football League Div 1 (North) West Midlands Regional Women's Football League Div 1 (South) Feeding to East Midlands Regional Women's Football League Premier Division: East Midlands Regional Women's Football League Div 1 (North) East Midlands Regional Women's Football League Div 1 (South) | Feeding to Southern Region Women's Football League Premier Division: Southern Region Women's Football League Division 1 (North) Southern Region Women's Football League Division 1 (South) Feeding to South West Regional Women's Football League Premier Division: South West Regional Women's Football League Div 1 (East) South West Regional Women's Football League Div 1 (West) Feeding to Eastern Region Women's Football League Premier Division: Eastern Region Women's Football League Division 1 (North) Eastern Region Women's Football League Division 1 (South) Feeding to London and South East Women's Football League Premier Division: South East Counties Women's Football League Premier Div London and South East Women's Regional Football League Div 1 | Feeding to Southern Region Women's Football League Premier Division: Southern Region Women's Football League Division 1 (North) Southern Region Women's Football League Division 1 (South) Feeding to South West Regional Women's Football League Premier Division: South West Regional Women's Football League Div 1 (East) South West Regional Women's Football League Div 1 (West) Feeding to Eastern Region Women's Football League Premier Division: Eastern Region Women's Football League Division 1 (North) Eastern Region Women's Football League Division 1 (South) Feeding to London and South East Women's Football League Premier Division: South East Counties Women's Football League Premier Div London and South East Women's Regional Football League Div 1 | Feeding to Southern Region Women's Football League Premier Division: Southern Region Women's Football League Division 1 (North) Southern Region Women's Football League Division 1 (South) Feeding to South West Regional Women's Football League Premier Division: South West Regional Women's Football League Div 1 (East) South West Regional Women's Football League Div 1 (West) Feeding to Eastern Region Women's Football League Premier Division: Eastern Region Women's Football League Division 1 (North) Eastern Region Women's Football League Division 1 (South) Feeding to London and South East Women's Football League Premier Division: South East Counties Women's Football League Premier Div London and South East Women's Regional Football League Div 1 | Feeding to Southern Region Women's Football League Premier Division: Southern Region Women's Football League Division 1 (North) Southern Region Women's Football League Division 1 (South) Feeding to South West Regional Women's Football League Premier Division: South West Regional Women's Football League Div 1 (East) South West Regional Women's Football League Div 1 (West) Feeding to Eastern Region Women's Football League Premier Division: Eastern Region Women's Football League Division 1 (North) Eastern Region Women's Football League Division 1 (South) Feeding to London and South East Women's Football League Premier Division: South East Counties Women's Football League Premier Div London and South East Women's Regional Football League Div 1 |
| 7       | Feeding to North West Women's Regional Football League League Div 1: Greater Manchester Women's Football League Div 1 Lancashire WFL Div 1 Cheshire WFL Div 1 Liverpool WFL Feeding to North East Women's Regional Football League League Div 1: West Riding WFL Prem East Riding WFL Sheffield & Hallamshire WFL North Riding WFL Durham WFL Div 1 Feeding to West Midlands Regional Women's Football League Div 1: Staffordshire WFL Div 1 Worcestershire WFL Shropshire WFL Div 1 Birmingham WFL Div 1 Feeding to East Midlands Regional Women's Football League Div 1: Leicestershire WFL Northants WFL Lincolnshire WFL Nottinghamshire WFL Div 1 | Feeding to North West Women's Regional Football League League Div 1: Greater Manchester Women's Football League Div 1 Lancashire WFL Div 1 Cheshire WFL Div 1 Liverpool WFL Feeding to North East Women's Regional Football League League Div 1: West Riding WFL Prem East Riding WFL Sheffield & Hallamshire WFL North Riding WFL Durham WFL Div 1 Feeding to West Midlands Regional Women's Football League Div 1: Staffordshire WFL Div 1 Worcestershire WFL Shropshire WFL Div 1 Birmingham WFL Div 1 Feeding to East Midlands Regional Women's Football League Div 1: Leicestershire WFL Northants WFL Lincolnshire WFL Nottinghamshire WFL Div 1 | Feeding to North West Women's Regional Football League League Div 1: Greater Manchester Women's Football League Div 1 Lancashire WFL Div 1 Cheshire WFL Div 1 Liverpool WFL Feeding to North East Women's Regional Football League League Div 1: West Riding WFL Prem East Riding WFL Sheffield & Hallamshire WFL North Riding WFL Durham WFL Div 1 Feeding to West Midlands Regional Women's Football League Div 1: Staffordshire WFL Div 1 Worcestershire WFL Shropshire WFL Div 1 Birmingham WFL Div 1 Feeding to East Midlands Regional Women's Football League Div 1: Leicestershire WFL Northants WFL Lincolnshire WFL Nottinghamshire WFL Div 1 | Feeding to North West Women's Regional Football League League Div 1: Greater Manchester Women's Football League Div 1 Lancashire WFL Div 1 Cheshire WFL Div 1 Liverpool WFL Feeding to North East Women's Regional Football League League Div 1: West Riding WFL Prem East Riding WFL Sheffield & Hallamshire WFL North Riding WFL Durham WFL Div 1 Feeding to West Midlands Regional Women's Football League Div 1: Staffordshire WFL Div 1 Worcestershire WFL Shropshire WFL Div 1 Birmingham WFL Div 1 Feeding to East Midlands Regional Women's Football League Div 1: Leicestershire WFL Northants WFL Lincolnshire WFL Nottinghamshire WFL Div 1 | Feeding to Southern Region Women's Football League Division 1: Thames Valley WFL Div 1 Hampshire WFL Div 1 Feeding to South West Regional Women's Football League Div 1: Gloustershire WFL Div 1 Somerset WFL Div 1 Dorset WFL Devon WFL Premier Div Cornwall WFL Div 1 Feeding to Eastern Region Women's Football League Division 1: Norfolk WFL Suffolk WFL Cambs & Hunts WFL Beds & Herts WFL Div 1 Essex WFL Div 1 Feeding to South East Counties Women's Football League Premier Div: South East Counties Women's Football League Div 1 (East) South East Counties Women's Football League Div 1 (West) Feeding to London and South East Women's Regional Football League Div 1: Greater London WFL Div 1                                                                | Feeding to Southern Region Women's Football League Division 1: Thames Valley WFL Div 1 Hampshire WFL Div 1 Feeding to South West Regional Women's Football League Div 1: Gloustershire WFL Div 1 Somerset WFL Div 1 Dorset WFL Devon WFL Premier Div Cornwall WFL Div 1 Feeding to Eastern Region Women's Football League Division 1: Norfolk WFL Suffolk WFL Cambs & Hunts WFL Beds & Herts WFL Div 1 Essex WFL Div 1 Feeding to South East Counties Women's Football League Premier Div: South East Counties Women's Football League Div 1 (East) South East Counties Women's Football League Div 1 (West) Feeding to London and South East Women's Regional Football League Div 1: Greater London WFL Div 1                                                                | Feeding to Southern Region Women's Football League Division 1: Thames Valley WFL Div 1 Hampshire WFL Div 1 Feeding to South West Regional Women's Football League Div 1: Gloustershire WFL Div 1 Somerset WFL Div 1 Dorset WFL Devon WFL Premier Div Cornwall WFL Div 1 Feeding to Eastern Region Women's Football League Division 1: Norfolk WFL Suffolk WFL Cambs & Hunts WFL Beds & Herts WFL Div 1 Essex WFL Div 1 Feeding to South East Counties Women's Football League Premier Div: South East Counties Women's Football League Div 1 (East) South East Counties Women's Football League Div 1 (West) Feeding to London and South East Women's Regional Football League Div 1: Greater London WFL Div 1                                                                | Feeding to Southern Region Women's Football League Division 1: Thames Valley WFL Div 1 Hampshire WFL Div 1 Feeding to South West Regional Women's Football League Div 1: Gloustershire WFL Div 1 Somerset WFL Div 1 Dorset WFL Devon WFL Premier Div Cornwall WFL Div 1 Feeding to Eastern Region Women's Football League Division 1: Norfolk WFL Suffolk WFL Cambs & Hunts WFL Beds & Herts WFL Div 1 Essex WFL Div 1 Feeding to South East Counties Women's Football League Premier Div: South East Counties Women's Football League Div 1 (East) South East Counties Women's Football League Div 1 (West) Feeding to London and South East Women's Regional Football League Div 1: Greater London WFL Div 1                                                                |
| 8       | Feeding to Greater Manchester Women's Football League Div 1: Greater Manchester Women's Football League Div 2 Feeding to Lancashire WFL Div 1: Lancashire WFL Div 2 Feeding to Cheshire WFL Div 1: Cheshire WFL Div 2 Feeding to West Riding WFL Premier Division: West Riding WFL Div 1 Feeding to East Riding WFL: East Riding WFL Div 2 Feeding to Durham WFL Div 1: Durham WFL Div 2(2) Feeding to Staffordshire WFL Div 1: Staffordshire WFL Div 2 Feeding to Shropshire WFL Div 1: Shropshire WFL Div 2 Feeding to Birmingham WFL Div 1: Birmingham WFL Div 2 Feeding to Nottinghamshire WFL Div 1: Nottinghamshire WFL Div 2 | Feeding to Greater Manchester Women's Football League Div 1: Greater Manchester Women's Football League Div 2 Feeding to Lancashire WFL Div 1: Lancashire WFL Div 2 Feeding to Cheshire WFL Div 1: Cheshire WFL Div 2 Feeding to West Riding WFL Premier Division: West Riding WFL Div 1 Feeding to East Riding WFL: East Riding WFL Div 2 Feeding to Durham WFL Div 1: Durham WFL Div 2(2) Feeding to Staffordshire WFL Div 1: Staffordshire WFL Div 2 Feeding to Shropshire WFL Div 1: Shropshire WFL Div 2 Feeding to Birmingham WFL Div 1: Birmingham WFL Div 2 Feeding to Nottinghamshire WFL Div 1: Nottinghamshire WFL Div 2 | Feeding to Greater Manchester Women's Football League Div 1: Greater Manchester Women's Football League Div 2 Feeding to Lancashire WFL Div 1: Lancashire WFL Div 2 Feeding to Cheshire WFL Div 1: Cheshire WFL Div 2 Feeding to West Riding WFL Premier Division: West Riding WFL Div 1 Feeding to East Riding WFL: East Riding WFL Div 2 Feeding to Durham WFL Div 1: Durham WFL Div 2(2) Feeding to Staffordshire WFL Div 1: Staffordshire WFL Div 2 Feeding to Shropshire WFL Div 1: Shropshire WFL Div 2 Feeding to Birmingham WFL Div 1: Birmingham WFL Div 2 Feeding to Nottinghamshire WFL Div 1: Nottinghamshire WFL Div 2 | Feeding to Greater Manchester Women's Football League Div 1: Greater Manchester Women's Football League Div 2 Feeding to Lancashire WFL Div 1: Lancashire WFL Div 2 Feeding to Cheshire WFL Div 1: Cheshire WFL Div 2 Feeding to West Riding WFL Premier Division: West Riding WFL Div 1 Feeding to East Riding WFL: East Riding WFL Div 2 Feeding to Durham WFL Div 1: Durham WFL Div 2(2) Feeding to Staffordshire WFL Div 1: Staffordshire WFL Div 2 Feeding to Shropshire WFL Div 1: Shropshire WFL Div 2 Feeding to Birmingham WFL Div 1: Birmingham WFL Div 2 Feeding to Nottinghamshire WFL Div 1: Nottinghamshire WFL Div 2 | Feeding to Thames Valley WFL Div 1: Thames Valley WFL Div 2 (North) Thames Valley WFL Div 2 (South) Feeding to Hampshire WFL Div 1: Hampshire WFL Div 2 Feeding to Gloustershire WFL Div 1: Glouctershire WFL Div 2 Feeding to Somerset WFL Div 1: Somerset WFL Div 2 Feeding to Devon WFL Prem Div: Devon WFL Div 1 Feeding to Cornwall WFL Div 1: Cornwall WFL Div 2 Feeding to Essex WFL Div 1: Essex WFL Div 2 Feeding to South East Counties Women's Football League Div 1: Kent WFL Sussex WFL Div 1 Feeding to Greater London WFL Div 1: Greater London WFL Div 2 (North) Greater London WFL Div 2 (South) | Feeding to Thames Valley WFL Div 1: Thames Valley WFL Div 2 (North) Thames Valley WFL Div 2 (South) Feeding to Hampshire WFL Div 1: Hampshire WFL Div 2 Feeding to Gloustershire WFL Div 1: Glouctershire WFL Div 2 Feeding to Somerset WFL Div 1: Somerset WFL Div 2 Feeding to Devon WFL Prem Div: Devon WFL Div 1 Feeding to Cornwall WFL Div 1: Cornwall WFL Div 2 Feeding to Essex WFL Div 1: Essex WFL Div 2 Feeding to South East Counties Women's Football League Div 1: Kent WFL Sussex WFL Div 1 Feeding to Greater London WFL Div 1: Greater London WFL Div 2 (North) Greater London WFL Div 2 (South) | Feeding to Thames Valley WFL Div 1: Thames Valley WFL Div 2 (North) Thames Valley WFL Div 2 (South) Feeding to Hampshire WFL Div 1: Hampshire WFL Div 2 Feeding to Gloustershire WFL Div 1: Glouctershire WFL Div 2 Feeding to Somerset WFL Div 1: Somerset WFL Div 2 Feeding to Devon WFL Prem Div: Devon WFL Div 1 Feeding to Cornwall WFL Div 1: Cornwall WFL Div 2 Feeding to Essex WFL Div 1: Essex WFL Div 2 Feeding to South East Counties Women's Football League Div 1: Kent WFL Sussex WFL Div 1 Feeding to Greater London WFL Div 1: Greater London WFL Div 2 (North) Greater London WFL Div 2 (South) | Feeding to Thames Valley WFL Div 1: Thames Valley WFL Div 2 (North) Thames Valley WFL Div 2 (South) Feeding to Hampshire WFL Div 1: Hampshire WFL Div 2 Feeding to Gloustershire WFL Div 1: Glouctershire WFL Div 2 Feeding to Somerset WFL Div 1: Somerset WFL Div 2 Feeding to Devon WFL Prem Div: Devon WFL Div 1 Feeding to Cornwall WFL Div 1: Cornwall WFL Div 2 Feeding to Essex WFL Div 1: Essex WFL Div 2 Feeding to South East Counties Women's Football League Div 1: Kent WFL Sussex WFL Div 1 Feeding to Greater London WFL Div 1: Greater London WFL Div 2 (North) Greater London WFL Div 2 (South) |
| 9       | Feeding to West Riding WFL Div 1: West Riding WFL Div 2 Feeding to Hampshire WFL Div 2: Hampshire WFL Div 3 Feeding to Cornwall WFL Div 2: Cornwall WFL Div 3 Feeding to Essex WFL Div 2: Essex WFL Div 3 Feeding to Sussex WFL Div 1: Sussex WFL Div 2 Feeding to Greater London WFL Div 2 (North): Greater London WFL Div 3 (North) Feeding to Greater London WFL Div 2 (South): Greater London WFL Div 3 (South) | Feeding to West Riding WFL Div 1: West Riding WFL Div 2 Feeding to Hampshire WFL Div 2: Hampshire WFL Div 3 Feeding to Cornwall WFL Div 2: Cornwall WFL Div 3 Feeding to Essex WFL Div 2: Essex WFL Div 3 Feeding to Sussex WFL Div 1: Sussex WFL Div 2 Feeding to Greater London WFL Div 2 (North): Greater London WFL Div 3 (North) Feeding to Greater London WFL Div 2 (South): Greater London WFL Div 3 (South) | Feeding to West Riding WFL Div 1: West Riding WFL Div 2 Feeding to Hampshire WFL Div 2: Hampshire WFL Div 3 Feeding to Cornwall WFL Div 2: Cornwall WFL Div 3 Feeding to Essex WFL Div 2: Essex WFL Div 3 Feeding to Sussex WFL Div 1: Sussex WFL Div 2 Feeding to Greater London WFL Div 2 (North): Greater London WFL Div 3 (North) Feeding to Greater London WFL Div 2 (South): Greater London WFL Div 3 (South) | Feeding to West Riding WFL Div 1: West Riding WFL Div 2 Feeding to Hampshire WFL Div 2: Hampshire WFL Div 3 Feeding to Cornwall WFL Div 2: Cornwall WFL Div 3 Feeding to Essex WFL Div 2: Essex WFL Div 3 Feeding to Sussex WFL Div 1: Sussex WFL Div 2 Feeding to Greater London WFL Div 2 (North): Greater London WFL Div 3 (North) Feeding to Greater London WFL Div 2 (South): Greater London WFL Div 3 (South) | Feeding to West Riding WFL Div 1: West Riding WFL Div 2 Feeding to Hampshire WFL Div 2: Hampshire WFL Div 3 Feeding to Cornwall WFL Div 2: Cornwall WFL Div 3 Feeding to Essex WFL Div 2: Essex WFL Div 3 Feeding to Sussex WFL Div 1: Sussex WFL Div 2 Feeding to Greater London WFL Div 2 (North): Greater London WFL Div 3 (North) Feeding to Greater London WFL Div 2 (South): Greater London WFL Div 3 (South) | Feeding to West Riding WFL Div 1: West Riding WFL Div 2 Feeding to Hampshire WFL Div 2: Hampshire WFL Div 3 Feeding to Cornwall WFL Div 2: Cornwall WFL Div 3 Feeding to Essex WFL Div 2: Essex WFL Div 3 Feeding to Sussex WFL Div 1: Sussex WFL Div 2 Feeding to Greater London WFL Div 2 (North): Greater London WFL Div 3 (North) Feeding to Greater London WFL Div 2 (South): Greater London WFL Div 3 (South) | Feeding to West Riding WFL Div 1: West Riding WFL Div 2 Feeding to Hampshire WFL Div 2: Hampshire WFL Div 3 Feeding to Cornwall WFL Div 2: Cornwall WFL Div 3 Feeding to Essex WFL Div 2: Essex WFL Div 3 Feeding to Sussex WFL Div 1: Sussex WFL Div 2 Feeding to Greater London WFL Div 2 (North): Greater London WFL Div 3 (North) Feeding to Greater London WFL Div 2 (South): Greater London WFL Div 3 (South) | Feeding to West Riding WFL Div 1: West Riding WFL Div 2 Feeding to Hampshire WFL Div 2: Hampshire WFL Div 3 Feeding to Cornwall WFL Div 2: Cornwall WFL Div 3 Feeding to Essex WFL Div 2: Essex WFL Div 3 Feeding to Sussex WFL Div 1: Sussex WFL Div 2 Feeding to Greater London WFL Div 2 (North): Greater London WFL Div 3 (North) Feeding to Greater London WFL Div 2 (South): Greater London WFL Div 3 (South) |